# Kommissar für Binnenmarkt und Dienstleistungen
Der Kommissar für Binnenmarkt und Dienstleistungen ist ein Mitglied der Europäischen Kommission. Ihm untersteht die Generaldirektion Binnenmarkt, Industrie, Unternehmertum und KMU. Das Binnenmarktressort existiert in unterschiedlichen Zuschnitten seit Gründung der Europäischen Wirtschaftsgemeinschaft 1958, 2004 wurde es um die Dienstleistungen erweitert.
Da das Ressort auch die Finanzdienstleistungen umfasst, deren Neuregulierung nach der Finanzkrise ab 2007 zum Ziel der Europäischen Union gehört, gilt es als ein Schlüsselressort. Die Nominierung ihres Vorgängers Barnier, der sich für eine strengere Aufsicht ausgesprochen hatte, wurde deshalb von britischer Seite kritisiert und vorgeschlagen, die Finanzdienste aus dem Ressort auszugliedern. Kommissionspräsident José Manuel Barroso folgte dieser Forderung jedoch nicht.

## Bisherige Amtsinhaber
| Kommissar                 | Amtszeit  | Staat                  | nationale Partei | europäische Partei / politische Richtung | sonstige Zuständigkeiten                                       |
| ------------------------- | --------- | ---------------------- | ---------------- | ---------------------------------------- | -------------------------------------------------------------- |
| Stéphane Séjourné         | seit 2024 | Frankreich             | RE               | ALDE                                     | Industrie und KMU                                              |
| Thierry Breton            | 2019–2024 | Frankreich             | parteilos        | parteilos                                | Verteidigung und Raumfahrt                                     |
| Elżbieta Bieńkowska       | 2014–2019 | Polen                  | PO               | EVP                                      | Industrie, Unternehmertum und kleine und mittlere Unternehmen  |
| Michel Barnier            | 2010–2014 | Frankreich             | UMP              | EVP                                      | Dienstleistungen                                               |
| Charlie McCreevy          | 2004–2010 | Irland                 | FF               | AEN (bis 2009), ELDR (ab 2009)           | Dienstleistungen                                               |
| Frits Bolkestein          | 1999–2004 | Niederlande            | VVD              | ELDR                                     | Steuern, Zollunion                                             |
| Mario Monti               | 1995–1999 | Italien                | parteilos        | parteilos                                | Steuern, Zollunion                                             |
| Raniero Vanni d’Archirafi | 1993–1995 | Italien                | parteilos        | parteilos                                | –                                                              |
| Martin Bangemann          | 1989–1993 | Deutschland            | FDP              | ELDR                                     | Industrie                                                      |
| Francis Cockfield         | 1985–1989 | Vereinigtes Königreich | Cons             | ED                                       | Industrie                                                      |
| Karl-Heinz Narjes         | 1981–1985 | Deutschland            | CDU              | EVP                                      | Zollunion, Erweiterung, Verbraucherschutz, nukleare Sicherheit |
| Etienne Davignon          | 1977–1981 | Belgien                | PSC              | EVP                                      | Zollunion, Industrie                                           |
| Finn Olav Gundelach       | 1973–1977 | Dänemark               | parteilos        | parteilos                                | Zollunion                                                      |
| Wilhelm Haferkamp         | 1970–1973 | Deutschland            | SPD              | sozialdemokratisch                       | Energie                                                        |
| Hans von der Groeben      | 1967–1970 | Deutschland            | CDU nahestehend  | christdemokratisch                       | Handel, Steuern, Regionalpolitik                               |
| Guido Colonna di Paliano  | 1964–1967 | Italien                | DC nahestehend   | christdemokratisch                       | –                                                              |
| Giuseppe Caron            | 1959–1964 | Italien                | DC               | christdemokratisch                       | –                                                              |
| Piero Malvestiti          | 1958–1959 | Italien                | DC               | christdemokratisch                       | –                                                              |